# Feliks de Valois

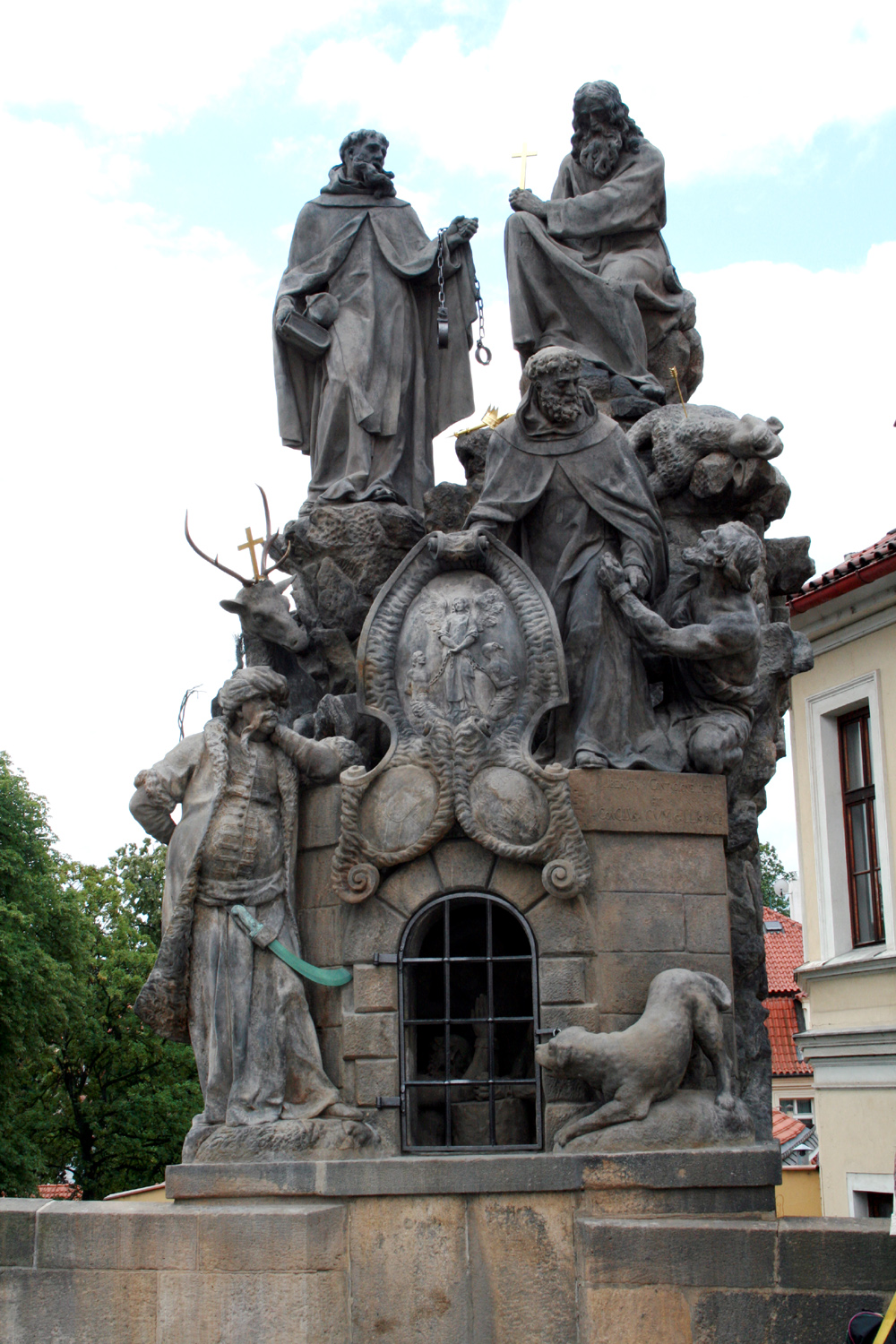
Pomnik Feliksa z Valios i Jana z Mathy

Święty Feliks z Valois, Feliks Walezjusz, właśc. Felix de Valois (ur. 16 kwietnia 1127 w Valois, zm. 4 listopada 1212 w Klasztorze Cerfroid) – francuski zakonnik, wybitny spowiednik, razem ze św. Janem z Mathy współzałożyciel zakonu Trynitarzy, święty Kościoła katolickiego.

## Żywot
Feliks urodził się w 1127 w prowincji Valois, od której przychodzi też jego przydomek. Tradycja głosi, że wyrzekł się swych godności i posiadłości i wycofał się do gęstego lasu w diecezji Meaux, gdzie oddawał się modlitwie i kontemplacji.
Jan z Mathy – młody szlachcic rodem z Prowansji, doktor teologii, który przyjął święcenia kapłańskie po wysłuchaniu świętego pustelnika z Cerfroid, szukał go, a gdy go odnalazł zaproponował mu projekt założenia zakonu od wykupu jeńców. Feliks, mimo siedemdziesięciu lat, chętnie się zgodził.

## Trynitarze
Feliks w towarzystwie Jana, wyruszył do Rzymu w środku zimy i przybył tam w styczniu 1198, na początku pontyfikatu Innocentego III. Mieli listy polecające od biskupa Paryża, a nowy papież przyjął ich z życzliwością i ugościł ich w swych posiadłościach. Innocenty III, przyznaje im zgodę na to przedsięwzięcie w bulli z dnia 17 grudnia 1198 roku, pod nazwą z Zakonu Trójcy dla odkupienia jeńców. Innocenty mianował Jan z Mathy przełożonym generalnym zakonu i zlecił biskupowi Paryża i opatowi z St Victor sporządzić dla instytutu regułę, którą następnie zatwierdzi. Feliks powrócił do Francji. Został przyjęty z wielkim entuzjazmem, a król Filip August zezwolił na założenie klasztorów w swym królestwie.
Feliks zbudował swoją pierwszą pustelnię, prawie w tym samym miejscu, gdzie wnet wzniósł słynny klasztor Cerfroid, matka domów zakonnych. Założył dom w Paryżu dołączony do kościoła St. Maturinus.
Święty Feliks zmarł wśród jego braci Trynitarzy w ich macierzystym klasztorze w Cerfroid 4 listopada 1212.

## Kult
Został kanonizowany przez papieża Urbana IV 1 maja 1262. W 1679 roku wspomnienie św. Feliksa z Valios zostało przeniesione na 20 listopada przez papieża Innocentego XI, ponieważ 4 listopada był świętem św. Karola Boromeusza. W 1969 roku jego święto zostało z powrotem przeniesione na 4 listopada (dies natalis).